# Arnold Rosner
Pour les articles homonymes, voir Rosner.
Arnold Rosner, né le 8 novembre 1945 à New York − mort le 8 novembre 2013 dans la même ville, dans l’arrondissement de Brooklyn, est un compositeur américain. Bon nombre de ses œuvres sont influencées par ses origines juives mais aussi par le catholicisme.

## Biographie
Arnold Rosner est diplômé de l’université d'État de New York à Buffalo. Il a consacré son doctorat à la musique d’Alan Hovhaness,.

## Œuvres
Opéras
- Chronicle of Nine: The Tragedy of Queen Jane, op. 81 (1984), livret de Florence Stevenson
- Bontsche Schweig, opéra de chambre, op. 102 (1994)
- Spinoza, opéra de chambre, op. 123 (2011), livret du compositeur incluant quelques prières et des documents historiques

Symphonies
- Symphonie no 1, op. 3 (1961)
- Symphonie no 2, op. 8 (1961)
- Symphonie no 3, op. 20 (1963)
- Symphonie no 4, op. 29 (1964)
- Symphonie no 5 Missa sine Cantoribus super “Salve Regina”, op. 57 (1973)
- Symphonie no 6, op. 64 (1976)
- Symphonie no 7 en la mineur The Tragedy of Queen Jane, op. 78 (1982), fondé sur l’opéra The Chronicle of Nine, op. 81 (1984)
- Symphonie no 8 “Trinity”, pour orchestre, op. 84 (1988)

Concertos
- Concerto pour piano no 1, op. 14 (1962)
- Concerto pour violon, op. 17 (1962)
- Concerto pour piano no 2, op. 30 (1965)
- Five Meditations, pour cor, harpe et cordes, op. 36 (1967)
- A Gentle Musicke, pour flûte et orchestre à cordes, op. 44 (1969)
- Concerto pour deux trompettes, cordes et timpani, op. 107 (1997)
- Concerto pour clavecin et cordes, op. 113 (2000)

Œuvres pour orchestre, orchestre symphonique et brass band
- Fantasia quasi una Toccata pour brass band, op. 31 (1965)
- Canzona sopra un tema di Monteverdi pour brass band, op. 38 (1968)
- Canzona Secundi Toni pour brass band, op. 63 (1975)
- Quintet pour cuivres, op. 70 (1978)
- Symphonie no 8 Trinity, pour orchestre, op. 84 (1988)
- Lovely Joan, rhapsodie sur une chanson folklorique anglaise, pour orchestre, op. 88 (1990)
- De Profundis, pour orchestre, op. 91 (1991)
- Dances of Initiation, pour orchestre, op. 98 (1993)
- Eclipse, pour orchestre, op. 100 (1994)
- RAGA!, pour orchestre, op. 104 (1995)
- Three Northern Sketches, pour orchestre symphonique, op. 117 (2003)
- Now Cometh the Redeemer, pour orchestre symphonique, op. 119 (2005), transcription du deuxième mouvement du Sextuor à cordes, op. 47 (1970, rév. 1997)

Quatuors à cordes
- Quatuor à cordes no 1, op. 10 (1962)
- Quatuor à cordes no 2, op. 19 (1963, rév. 1993)
- Quatuor à cordes no 3, op. 32 (1965, rév. 1992)
- Quatuor à cordes no 4, op. 56 (1972)
- Quatuor à cordes no 5, op. 66 (1977)
- Quatuor à cordes no 6, op. 118 (2004), dédié à Mattias Vanderwerf

Autres œuvres de musique à chambre
- Sonate pour flûte et violoncelle, op. 16 (1962, rév. 1975)
- Sonate pour violon et piano no 1, op. 18 (1963, rév. 2004)
- Quintet pour instruments à vent, op. 26 (1964, rév. 1997)
- Quintet pour piano no 1, pour piano et quatuor à cordes, op. 35 (1967)
- Concertino, pour harpe, clavecin, céleste et piano, op. 39 (1968, rév. 1989)
- Sonate pour violoncelle et piano no 1, op. 41 (1968)
- Sextuor à cordes pour deux violons, deux altos et deux violoncelles, op. 47 (1970, rév. 1997)
- Sonate pour hautbois et piano, op. 54 (1972)
- Sonate pour violon et piano no 2, op. 54a (1972), transcription de la Sonate pour hautbois, op. 54
- Quintet pour cuivres, op. 70 (1978)
- Sonate pour cor et piano, op. 71 (1979)
- Consort Music, pour cinq violes de gambe, op. 71 (1980), également pour orchestre
- Sonate pour violoncelle et piano no 2 La Divina Commedia, op. 71 (1990), troisième mouvement orchestré en 1999 en A Millenium Overture, op. 112
- A Duet for Violas, op. 94 (1991), également transcrit par Maxine Neuman pour deux violoncelles
- Danses a la Mode, op. 101 (1994), également transcrit par le compositeur pour le violon
- Piano Quintet no 2, pour piano et quatuor à cordes, op. 103 (1995)
- Sonate en si bémol pour trombone et piano, op. 106 (1996)
- Serpentine pour clarinette et piano, op. 110 (1999)
- Clausulae pour trombones, op. 115 (2001)
- Sonate pour basson et piano, op. 121 (2006)
- Minyan, pour alto et guitare, op. 124 (2013)

Œuvres pour piano
- Improvisation (no 1) in G minor, op. 1 (1958)
- Improvisation (no 2) in E minor, op. 2 (1958)
- Adam and Eve, op. 4 (1961)
- Toccata en la majeur, op. 6 (1961)
- Grand Waltz, op. 9 (1961)
- Prelude in E minor, op. 11 (1956), œuvre de jeunesse, datant d’avant l’opus 1
- Minuet in C major, op. 12 (1956), œuvre de jeunesse, datant d’avant l’opus 1
- Waltz in G minor, op. 13 (1956), œuvre de jeunesse, datant d’avant l’opus 1
- Sonate pour piano no 1 en fa majeur, op. 25 (1963)
- Sonate pour piano no 2 en la majeur, op. 48 (1970)
- And He Sent Forth a Dove, op. 49 (1971)
- Wedding March, op. 53 (1971), également une version pour orgue
- Sonate pour piano no 3 en la mineur Sonata Eterea, op. 69 (1978)
- Of Numbers and of Bells, op. 79 (1983)
- Etz Chaim, op. 99 (1993)

Œuvres pour autres instruments solo
- Christmas Frescoes, pour percussion, op. 46 (1970, rév. 1997)
- Wedding March, pour orgue, op. 53 (1971), également une version pour piano
- Musique de Clavecin, pour clavecin, op. 61 (1974)
- Prelude and Fugue, pour percussion, op. 76 (1980)
- Sonatine d'Amour, pour clavecin, op. 83 (1987)
- A Plaintive Harmony, pour cor solo, op. 85 (1988)
- 3,7, pour harpe solo, op. 114 (2000)

## Discographie
- Songs of Lightness and Angels: Vocal Music, Albany Records (TROY1353-54)
- Etz Chaim, Albany Records (TROY1119)
- Chamber Music, Albany Records (TROY163)
- Chamber Music Vol. 2, Albany Records (TROY210)
- Chamber Music Vol. 3, Albany Records (TROY553)
- Symphonie no 8, “Trinity”, op. 84 (1988), avec une œuvre de Nicolas Flagello, Naxos Records (8.573060)
- Symphonie no 5, “Missa sine Cantoribus super Salve Regina”, op. 57 (1973), avec une œuvre de Nicolas Flagello, Naxos Records (8.559347)
- Music by Arnold Rosner, Laurel Records (LR-849CD)
- Orchestral Music, Toccata Classics (TOCC0368)
- Chamber Music, Toccata Classics (TOCC0408)
- Chamber Music, Toccata Classics (TOCC0408)
- Orchestral Music Vol. 2, Toccata Classics (TOCC0465)
- Orchestral Music Vol. 3, Toccata Classics (TOCC0469)
- The Masses, Convivium Records (CR053)
- Requiem, op. 59, Toccata Classics (TOCC0545)[3]